# Daddy Yankee
Daddy Yankee (născut Ramón Luis Ayala Rodríguez; n. 3 februarie 1976, San Juan, Puerto Rico) este un rapper și cântăreț portorican.

## Biografie
Ramon Ayala s-a născut în Río Piedras, San Juan, Puerto Rico și a crescut în cartierul social Villa Kennedy Housing Projects.El devine renumit în 2017, cu colaborarea sa cu tubul global Despacito Luis Fonsi.
Ayala a vrut să devină jucător profesionist de baseball și a dat probe la Seattle Mariners, care face parte din Major League Baseball. Înainte de a semna contractul a fost lovit de un glonț rătăcit tras dintr-o pușcă AK-47 în timp ce lua o pauză de la o sesiune de înregistrări pe care o avea cu DJ Playero. Ayala a avut o perioadă de recuperare de un an și jumătate; glonțul nu a fost scos din șoldul său nici acum, iar el spune că își datorează cariera muzicală acelui incident, care i-a permis să se concentreze pe cariera muzicală în totalitate. De atunci a vândut peste 18 milioane de albume.
În timpul copilăriei sale, Ramón a crescut cu influența muzicianului său de familie, inclusiv a tatălui său și a unor membri ai familiei mamei sale. La doisprezece ani, a început să cânte melodii inspirate de reggae și hip-hop.
Ramón a vrut să devină un jucător de baseball profesionist, va trebui să renunțe la acest gol după ce a fost împușcat într-o bătaie de cartier când avea 17 ani. El a primit două bile de AK-47; unul îi atinge brațul, iar celălalt îl atinse în coapsa dreaptă unde era rănit pentru viață. După acest incident, el se va uita mai atent la mișcarea de rap subterană, care a fost în curs de dezvoltare.
În 2017, Daddy Yankee a donat 100.000 de dolari Băncii Alimentare din Puerto Rico după pagubele provocate de uraganul Maria. Banii ofereau mâncare la aproximativ 9.000 de familii de pe insulă.
Pe 8 iulie 2019, Daddy Yankee prezintă prezentarea HR Medbyion Champ Derby la Pete Alonso după victoria din MLB HR Derby.

## Carieră

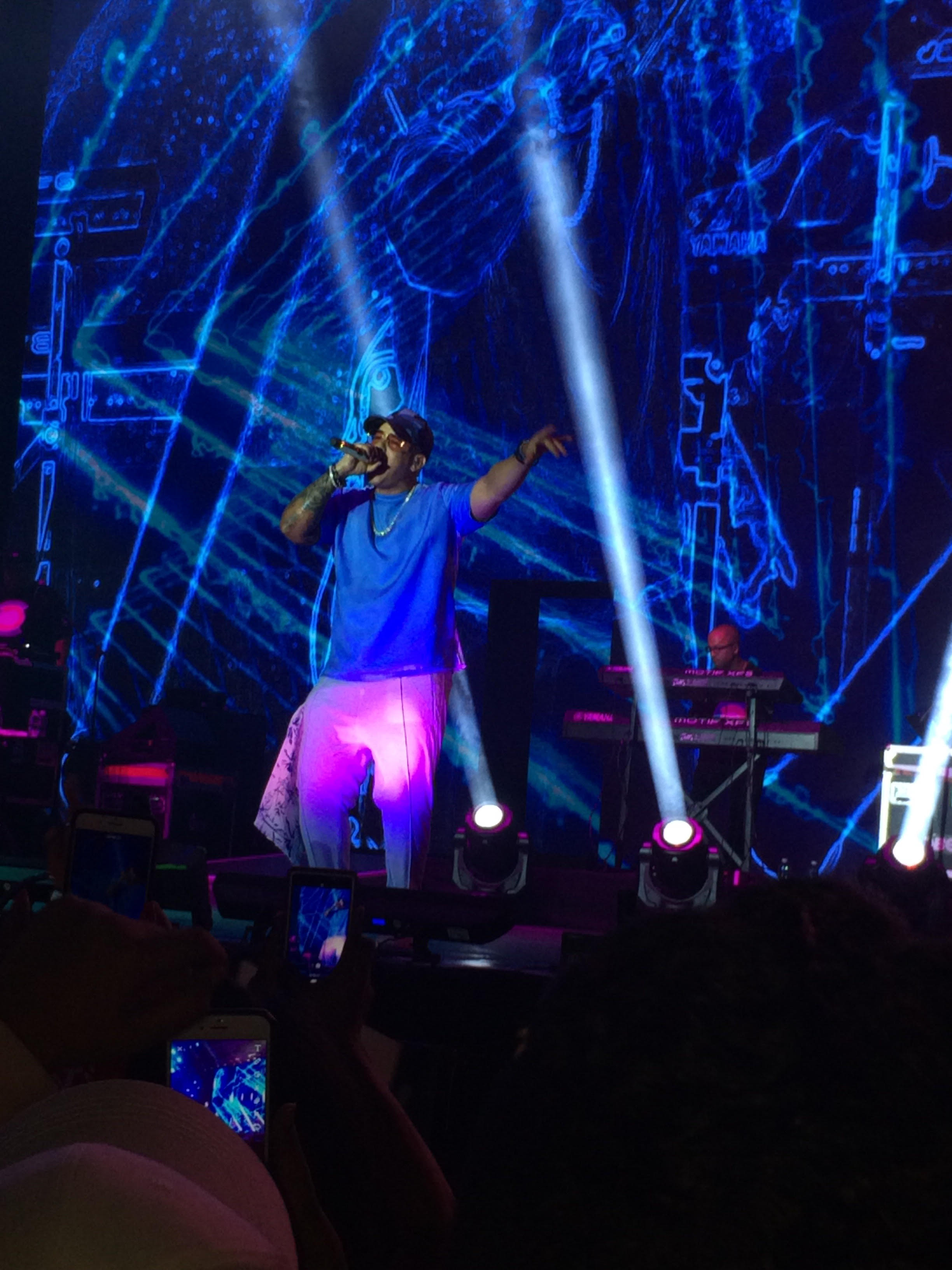
Daddy Yankee în 2019

A început cariera să flirteze cu hip-hop și cu ritmuri latine, cum ar fi dancehall, dar putem spune că cele mai mari hituri vor veni atunci când va începe să-și interpreteze melodiile hip-hop latinești. El va fi unul dintre primii artiști care vor interpreta muzica reggaeton la nivel internațional.
Ramón a investit în lumea reggaetonului timp de treisprezece ani înainte de a deveni de succes. 
El a înregistrat prima oară cu DJ Playero, de care este artistul în rolul unui producător numit Playero 37, care va fi lansat în 1992. De asemenea, a colaborat cu artiști precum Laurena Snoop Dogg, Nicky Jam, Pitbull, Mey Vidal, DJ Blass , Eric DJ, Eliel, Nas, Tony Touch sau membri ai G Unit, Tito El Bambino, Lloyd Banks și Young Buck.
Albumul său "Barrio Fino" este o muzică esențială a stilului: provine din cea mai adâncă rădăcină a vieții sale, dar și din experiența sa personală, în cartierele sau zonele rezidențiale din Puerto Rico. Primele fragmente din acest album sunt intitulate Gasolina, King Daddy și No Me Dejes Solo cù Wisin & Yandel.
Cântecul său, Impacto, lansat pe albumul El Cartel: The Big Boss din 2007, apare în playlistul postului de radio San Juan Sounds din Grand Theft Auto IV și Grand Theft Auto IV: The Lost and Damned de Rockstar Games.
În jocul video Grand Theft Auto IV, Daddy Yankee își dă vocea la stația San Juan Sounds, unde acționează ca DJ al postului de radio Reggaeton; apare și piesa "Impacto". Acesta este un joc video de acțiune-aventură deschis în întreaga lume dezvoltat de Rockstar North.
Ultimul proiect off-muzical al lui Daddy Yankee a fost lansarea jocului său Trylogy, un joc video 3D bazat pe jocuri Tower Defense. Jocul a fost prezentat cu succes la New York Comic Con, iar jocul video de acțiune 3D a impresionat atât tineri, cât și bătrâni. A fost lansat pe 29 noiembrie 2013 și include, de asemenea, melodii Ayala precum "Gasolina" și "Limbo".
În 2017, Daddy Yankee formează un duet uimitor cu Despacito în colaborare cu cântărețul puerto rican, Luis Fonsi, care este un succes în lume.
Ca actor, el joacă și în filme și seriale americane.
Pe data de 28 aprilie 2016, Daddy Yankee a primit Premiul Leader Industry la Premiile Latin Billboard din 2016.
După o rivalitate lungă cu Don Omar timp de zece ani pentru titlul de „rege al Reggaeton“, Daddy Yankee și Don Omar a anunțat începutul anului 2016, la o conferință de presă că vor apărea împreună pe scenă într-o serie de concerte intitulat Regatul Mondial Tour. Anunțul turneului a lăsat mulți fani în necredință, deoarece a vândut în câteva minute în orașe mari precum Las Vegas, Orlando, Los Angeles, New York. Concertele au fost structurate ca un meci de box, în cazul în care ambii artiști au putut să facă schimb de tururi de muzică, iar fanii au votat pentru câștigător în fiecare oraș printr-o aplicație proiectată pentru eveniment. „Doi regi, un tron“, a declarat fondatorul Pina Records, Rafael Pina, care a avut o relație stabilită cu cei doi artiști care au avut, de asemenea, ideea conceptului de tur. Vorbind de tur și rivalitatea sa cu Daddy Yankee, Don Omar a spus: „Lasă-mă să clarifice: Nu sunt cel mai bun prieten al său, și nu este cel mai bun prieten al meu, dar respectăm această dorință. "a fi cel mai bun este ceea ce ne-a condus să fim mai buni".
În 2017, tatăl Yankee, în colaborare cu cântărețul latin Luis Fonsi, a lansat single-ul "Despacito". A devenit primul cântec în limba spaniolă care a ajuns pe locul 1 în Billboard Hot 100 de la piesa "Macarena" în 1996. Single-ul a fost un succes la nivel mondial. Videoclipul oficial pentru „Despacito“ pe YouTube a fost văzut de un miliard de ori 20 aprilie 2017, după 97 de zile, devenind al doilea cel mai rapid site-ul video pentru a ajunge la piatra de hotar în spatele „Hello“ Adele. Succesul său a condus Daddy Yankee pentru a deveni din lume cel mai ascultat artist cu privire la serviciul de streaming Spotify, în iunie 2017, fiind primul artist latin să facă acest lucru.
Din octombrie 2017. Barrio Fino și Barrio Fino de pe Directo au fost al șaptelea și al treisprezecelea album latin din America cel mai bine vândut. În timpul carierei sale, 63 de melodii ale lui Daddy Yankees s-au regăsit în topul Hot Latin Songs, inclusiv 24 în top 10 și 5 pe primul loc. Daddy Yankee este al nouălea muzician cu cele mai multe single-uri la Hot Latin Songs. Lista Billboard hot 100 conține 10 cântece de muzicieni.
În august 2018, tatăl Yankee participă la videoclipul Janet Jackson, Made For Now.
Cântecul Despacito de Luis Fonsi și Daddy Yankee a fost introdus în ediția Guinness World Records 2019 pentru realizarea a șapte repere, în timp ce Daddy Yankee a fost recunoscut pentru alte trei înregistrări.
Pe 17 aprilie 2019, cântărețul anunță că un remix al succesului său cu Calma va fi lansat în curând cu cântăreața americană Katy Perry. Trimiteți un videoclip pe grafic în contul dvs., ascultați remixul, confirmați intrările. Cei doi artiști au reușit reciproc în rețelele sociale și au început să creeze interacțiuni care și-au anunțat colaborarea.
În mai 2019, a participat la remixul single-ului  Soltera  de lunay.
În noiembrie 2019, Daddy Yankee a inaugurat un muzeu de reggaeton din Puerto Rico, primul de acest fel.

## Legături externe
- Site web oficial
- Daddy Yankee la AllMusic
- Daddy Yankee la Internet Movie Database
- Daddy Yankee la Allmovie